# Karabin maszynowy GSzG-7,62
Karabin maszynowy GSzG-7,62 – czterolufowy karabin maszynowy konstrukcji radzieckiej.
Karabin maszynowy GSzG-7,62 stanowi uzbrojenie śmigłowca Ka-29TB. Jest on umieszczony z przodu, na stanowisku umożliwiającym jego ruch w płaszczyźnie pionowej. Ponadto opcjonalnie może on być zabudowany na stanowisku ruchomym NUW-1UM na śmigłowcach z rodziny Mi-8/Mi-17. Dwa karabiny maszynowe GSzG-7,62 wraz z wkm JaKB-12,7 (lub opcjonalnie z granatnikiem AGS-17A) znajdują się w gondoli GUW. Taka gondola może stanowić uzbrojenie śmigłowców Mi-24W, Mi-24P oraz Ka-29TB.